# Чёрный на тёмно-красном
«Чёрный на тёмно-красном» (англ. Black in Deep Red) — картина американского художника Марка Ротко, ведущего представителя абстрактного экспрессионизма, написанная в 1957 году.

## История владения
Картина была продана в частную коллекцию за 3 306 000 долларов в 2000 году.